# Dicetas
Dicetas (en griego Dikétas Δικέτας) fue un orador y embajador tebano que vivió en el siglo II a. C.
Sus compatriotas le enviaron a Calcis en el 171 a. C. ante Quinto Marco Filipo, para disculpar a Tebas de haberse aliado con Perseo de Macedonia. Pero apenas llegó a Calcis, los desertores tebanos que se habían pasado a los romanos le acusaron, y fue encerrado en una prisión donde se suicidó.